# 阿尔塞 (科多尔省)
阿尔塞（法語：Arcey，法語發音：[aʁsɛ]）是法国科多尔省的一个市镇，属于第戎区。

## 地理
阿尔塞（47°16'31"N, 4°49'40"E）面积3.47 平方千米，位于法国勃艮第-弗朗什-孔泰大區科多尔省，该省份为法国中东部省份，北起奥布省，西接涅夫勒省和约讷省，南至索恩-卢瓦尔省，东南接汝拉省，东临上索恩省，东北部与上马恩省接壤。
与阿尔塞接壤的市镇（或旧市镇、城区）包括：乌什河畔弗勒雷、热尔格伊、乌什河畔圣玛丽、于尔西、乌什河畔日塞。

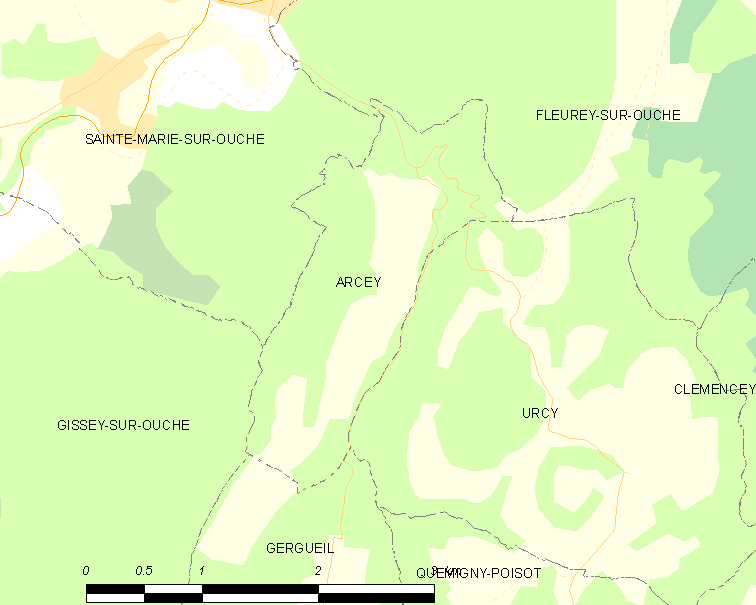
的OSM定位图

阿尔塞的时区为UTC+01:00、UTC+02:00（夏令时）。

## 行政
阿尔塞的邮政编码为21410，INSEE市镇编码为21018。

## 政治
阿尔塞所属的省级选区为塔朗县。

## 人口

1962-2008年间人口变化图示

阿尔塞于2022年1月1日时的人口数量为52人。